# Александрешты
Александрешты (рум. Alexăndreşti, Алексэндрешть) — село в Рышканском районе Молдавии. Является административным центром коммуны Александрешты, включающей также села Новые Кукуецы, Старые Кукуецы и Иванешты.

## География
Село расположено на высоте 131 метров над уровнем моря.

## Население
По данным переписи населения 2004 года, в селе Алексэндрешть проживает 272 человека (124 мужчины, 148 женщин).
Этнический состав села:
| Национальность | Число жителей | Процентный состав |
| -------------- | ------------- | ----------------- |
| украинцы       | 142           | 52.21             |
| молдаване      | 129           | 47.43             |
| прочие         | 1             | 0.37              |
| Всего          | 272           | 100%              |